# David Mazouz

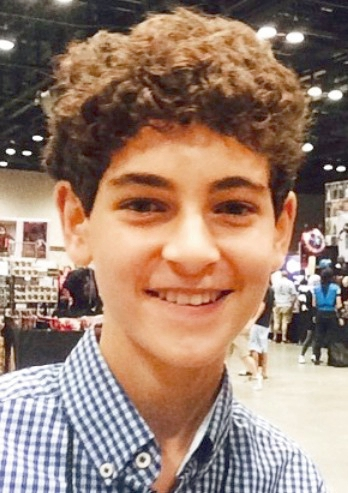
David Mazouz (2015)

David Mazouz (ur. 19 lutego 2001 w Los Angeles) – amerykański aktor telewizyjny i filmowy.

## Życiorys
Urodził się w rodzinie Żydów sefardyjskich. Ojciec z pochodzenia jest Tunezyjczykiem, matka urodziła się Stanach Zjednoczonych, zaś jej rodzice pochodzili z Grecji. W wieku ośmiu lat zaczął grać w reklamach. W 2012 został obsadzony w roli autystycznego chłopca Jake'a Bohma w serialu Touch, grając u boku Kiefera Sutherlanda. Otrzymał za nią nominację do Young Artist Award dla najlepszego młodego aktora pierwszoplanowego w serialu telewizyjnym. Wystąpił również w pojedynczych odcinkach takich produkcji jak Mike i Molly, Biuro, Zabójcze umysłu i innych. W 2014 dołączył do głównej obsady Gotham, gdzie wcielił się w postać młodego Bruce'a Wayne'a.

## Wybrana filmografia
- 2010: Amish Grace (film telewizyjny)
- 2010: Mike i Molly (serial TV)
- 2011: Coming & Going
- 2011: Prywatna praktyka (serial TV)
- 2011: Biuro (serial TV)
- 2011: Zabójcze umysły (serial TV)
- 2012: Touch (serial TV)
- 2013: Dear Dumb Diary (film telewizyjny)
- 2013: Mroczne zagadki Los Angeles (serial TV)
- 2013: Sanitarium
- 2014: Gotham (serial TV)
- 2014: Mistrz gry
- 2016: Wcielenie
- 2016: Duchy kanionu
- 2021: The Birthday Cake[4]